# Witch Mountain (groupe)
Witch Mountain est un groupe américain de doom metal, originaire de Portland, dans l'Oregon.

## Histoire
Formé en 1997, Witch Mountain enregistre une démo, sort son premier album studio et fait des tournées à l'échelle nationale et locale. Après une tournée en 2002 avec Eternal Elysium, le groupe ralentit son activité pendant que Rob et Dave s'occupaient de leurs familles respectives et de leur autre groupe Iommi Stubbs, et que Nate travaillait sur d'autres collaborations musicales et sur son agence de réservation, Nanotear. Après l'ouverture d'un concert de Pentagram en juillet 2009, la chanteuse invitée Uta est invitée à rejoindre le groupe en tant que chanteuse principale, marquant ainsi une renaissance du groupe. Le deuxième album studio de Witch Mountain, South of Salem, est enregistré six mois plus tard aux studios Smegma, produit par Billy Anderson, et sorti en avril 2011, coïncidant avec une tournée SXSW.
En novembre 2011, Witch Mountain signe avec Profound Lore Records. Dès leur sortie de l'album South of Salem le 17 février 2012, Dave se sépare du groupe pour se concentrer sur sa famille et d'autres projets, laissant la basse à Neal Munson, membre de Billions. Witch Mountain sort son troisième album studio, Cauldron of the Wild, le 12 juin 2012.
Neal Munson quitte le groupe en juillet 2013. Le nouveau membre Charles Thomas rejoint Witch Mountain pour continuer ses fonctions de basse. Uta Plotkin quitte le groupe après la sortie de Mobile of Angels, en septembre 2014. Kayla Dixon devient ensuite la chanteuse principale.

## Membres

### Membres actuels
- Nate Carson – batterie (depuis 1997)
- Justin Brown – basse (depuis 2015)
- Rob Wrong – guitare, chant (depuis 1997)
- Kayla Dixon – chant (depuis 2015)

### Anciens membres
- Charles Thomas – basse (2013-2014)
- Uta Plotkin – chant (2009-2014)
- Neal Munson – basse (2012-2013)
- Dave Hoopaugh – basse (2000-2012)
- Johnny Belluzzi – guitare rythmique (2000-2002)
- Kip Larson – basse (1999-2000)
- Rob Keith – basse (1998-1999)
- Anthony Hubik – basse (1997-1998)
- Preston Reyes – basse (1997)

## Discographie
- 1999 : Homegrown Doom (démo)
- 2001 : ...Come the Mountain
- 2011 : Metal Swim (compilation Adult Swim)[9]
- 2011 : South of Salem (LP, réédité en CD en 2012)
- 2012 : Let It Rain (compilation Oregon Historical Society)[10]
- 2012 : Witch Mountain EP
- 2012 : Cauldron of the Wild
- 2014 : Mobile of Angels
- 2016 : Burn You Down b/w Hare's Stare (single)
- 2018 : Witch Mountain